# Urso-negro
O urso-negro (Ursus americanus), também conhecido como baribal, é um urso norte-americano, encontrado do Alasca ao Norte do México. Alcança 2,20 m de comprimento, 1,10 m de altura na cernelha e 360 kg de peso. O urso negro geralmente vive cerca de 15 anos, mas alguns podem alcançar até 40 anos. É um bom nadador e pode correr a até 50  km/h. Sua pelagem pode ser de cor negra, marrom, bege ou branca. Algumas subespécies estão ameaçadas de extinção.
A aparência do urso-negro é a de um animal grande e feroz, no entanto, 70% de sua dieta consiste de material vegetal - frutos, nozes, gramíneas, raízes e seiva de árvores. Também se alimenta de carne, geralmente de pequenos mamíferos e peixes, raramente se alimenta de grandes animais. Gosta de vasculhar os depósitos de resíduos do homem.
Desde pequeno, o urso-negro tem grande habilidade para subir em árvores e montanhas. É principalmente um habitante da floresta, mas sua pelagem espessa permitiu que se dispersasse para o norte até os limites da tundra. No inverno, hiberna em uma toca, geralmente um oco sob uma árvore caída, dentro de um tronco toco ou em uma toca abandonada.
O urso-negro costuma se alimentar com frutos silvestres no outono, a fim de acumular gordura para hibernar. Logo ele procura um abrigo adequado à hibernação, durante a qual a temperatura do corpo, os batimentos cardíacos e a taxa respiratória diminuem para poupar energia.

## Na cultura popular
- Vincent, vilão do filme Os Sem Floresta, é um urso negro.